# Хел
Хел (нордически: Hel) в скандинавската митология е демоничен персонаж, владетелка на подземния свят Хелхайм. Хел е едно от трите деца (с вълка Фенрир и змията Йормунганд) на Локи и великанката Ангрбода. Тъй като според предсказанието на норните тези деца ще донесат само беди и гибел, боговете аси изпращат Йормунганд на дъното на Световното море, Фенрир завързват за скала, а Хел е изпратена да управлява царството на мъртвите, недостойни да живеят във Валхала и оттогава то носи нейното име (Хелхайм – местообитание, владение на Хел). Там Хел живее в двореца си Елюднир.
Хел е описвана с гигантски ръст (още съвсем малка, тя е с две глави по-висока от майка си, великанката Ангрбода); едната половина на тялото ѝ е синьочерна, другата мъртвешки бледа, затова е наричана и синьо-бялата Хел. Тя е прегърбена и със свирепо изражение; лявата половина на лицето ѝ е червена с цвета на кърваво месо, а дясната – синьочерна. До кръста изглежда като нормална жена, а от кръста надолу е като разлагащ се труп.
Според предсказанията на норните, когато чудовищното куче Гарм, провъзгласи с воя си началото на Рагнарьок, Хел ще поведе войнството си на битка срещу боговете аси.